# Ciconiiformes (Sibley)
Ordre
Synonymes
- Alcae
- Charadrii
- Charadriiformes
- Falconiformes
- Gaviiformes
- Lari
- Pelecaniformes
- Phoenicopteriformes
- Podicipediformes
- Procellariiformes
- Pterocletes
- Sphenisciformes

Les Ciconiiformes sont un ordre d'oiseaux selon la classification de Sibley-Ahlquist et Monroe. Cet ordre, qui regroupe plus d'un millier d'espèces, est composé de différentes familles provenant d'une dizaine d'ordres « traditionnels ».

## Liste des sous-ordres, super-familles et familles
- Sous-ordre des Charadrii :
  - famille des Pteroclidae
  - famille des Thinocoridae
  - famille des Pedionomidae
  - famille des Scolopacidae
  - famille des Rostratulidae
  - famille des Jacanidae
  - famille des Chionidae
  - famille des Pluvianellidae
  - famille des Burhinidae
  - famille des Charadriidae
  - famille des Glareolidae
  - famille des Laridae
- Sous-ordre des Ciconii :
  - famille des Accipitridae
  - famille des Sagittariidae
  - famille des Falconidae
  - famille des Podicipedidae
  - famille des Phaethontidae
  - famille des Sulidae
  - famille des Anhingidae
  - famille des Phalacrocoracidae
  - super-famille des Ardeoidea
    - famille des Ardeidae

  - super-famille des Scopoidea
    - famille des Scopidae

  - super-famille des Phoenicopteroidea
    - famille des Phoenicopteridae

  - super-famille des Treskiornithoidea
    - famille des Threskiornithidae

  - super-famille des Pelecanoidea
    - famille des Pelecanidae

  - super-famille des Ciconioidea
    - famille des Ciconiidae

  - super-famille des Procellarioidea
    - famille des Fregatidae
    - famille des Spheniscidae
    - famille des Gaviidae
    - famille des Procellariidae